# Schams ad-Dīn as-Sachāwī
Schams ad-Dīn Muhammad ibn ʿAbd ar-Rahmān as-Sachāwī (arabisch شمس الدين محمد بن عبد الرحمان السخاوي, DMG Šams ad-Dīn Muḥammad ibn ʿAbd ar-Raḥmān as-Saḫāwī) (* Januar 1427 in Kairo; † 1. Mai 1497 in Medina) war einer der bedeutendsten Hadith-Gelehrten, Prosopographen und Historiographen im mamlukenzeitlichen Ägypten. Gegen Ende des 15. Jahrhunderts wanderte er in den Hedschas aus, wo er auch verstarb. Er ist nicht zu verwechseln mit dem ägyptischen Religionsgelehrten ʿAlam ad-Dīn ʿAlī ibn Muhammad as-Sachāwī (gest. 1245), der die gleiche Nisba hat wie er.

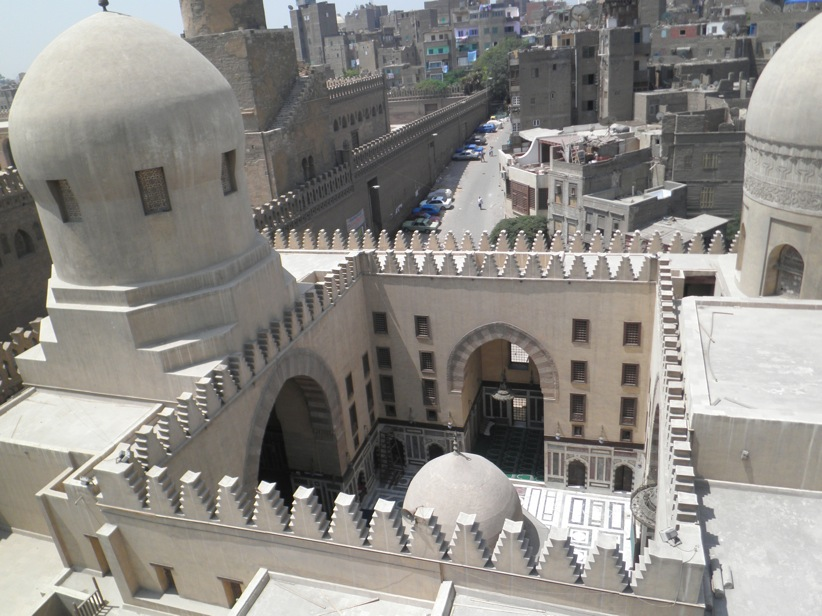
Die Sarghitmisch-Madrasa in Kairo, an die as-Sachāwī 1475 als Professor für Hadith-Studien berufen wurde.

## Leben
Schams ad-Dīn as-Sachāwī gehörte zu einer bekannten Gelehrtenfamilie aus der Stadt Sachā im Nildelta, die zwei Generationen zuvor nach Kairo ausgewandert war, und besuchte zunächst verschiedene Koranschulen. 1433 schloss er sich dem bekannten Hadith-Gelehrten Ibn Hadschar al-ʿAsqalānī an und entwickelte unter seiner Führung in den folgenden Jahren Meisterschaft in den Hadith-Wissenschaften. Nach Ibn Hadschars Tod im Jahre 1449 unternahm as-Sachāwī mehrere Reisen, so nach Damiette (1450), zur Wallfahrt nach Mekka und Medina (1452) und nach Syrien (1455). Vom Beginn seiner Ausbildung bei Ibn Hadschar bis zu seiner Rückkehr aus Syrien hörte as-Sachāwī, wie er selbst in seiner Autobiographie schreibt, Überlieferungen bei mehr als 1.200 Scheichen, Traditionarieren und Dichtern an achtzig verschiedenen Orten. Neben Hadith-Wissenschaft studierte er auch Fiqh, Usūl al-fiqh, Arabische Grammatik und sufische Lehren.
As-Sachāwīs Hoffnungen auf eine Gelehrtenkarriere wurden lange Zeit enttäuscht. Seine Anläufe, einen Lehrstuhl an einer der Kairinier Hochschulen zu ergattern, blieben zunächst erfolglos. 1446 bat er seinen Tutor Ibn Hadschar, ihn auf einen vakanten Lehrstuhl an der Muʾaiyadīya zu vermitteln, doch wurde er belehrt, dass er dafür die falsche Qualifikation hatte, weil der betreffende Lehrstuhl für Fiqh vorgesehen war. Den zweiten Anlauf unternahm er 1451, als er für Sultan Dschaqmaq ein Buch verfasste, um auf diese Weise seine Aufmerksamkeit auf sich zu ziehen, doch reagierte der Sultan nicht. Auf Empfehlung des Rechtsgelehrten Kamāl ad-Dīn Ibn al-Humām (gest. 1469) bekam er zwar im Mai 1451 eine Audienz beim Sultan, doch vermittelte ihm dieser keinen Lehrstuhl, sondern beschränkte sich auf eine finanzielle Zuwendung. Um 1465 erhielt er immerhin eine Stelle als stellvertretender Professor für Hadith-Studien an der von Baibars I. gestifteten Zāhirīya-Schule, doch scheint dieses Amt nur nominellen Charakter gehabt zu haben, denn schon 1466 begab er sich für ein Jahr nach Mekka, um sich gottesdienstlichen Übungen zu widmen.
Eine neue Enttäuschung erlebte as-Sachāwī, als ihm 1469 der Lehrstuhl für Hadith-Studien an der von al-Malik al-Kāmil gestifteten Kāmilīya-Schule übertragen wurde. Da die Söhne des früheren Amtsinhabers Kamāl Ibn Imām al-Kāmilīya ihn aufs Heftigste bekämpften, musste er diesen Posten schon bald wieder räumen. Zwar wurde er 1475 auf den Lehrstuhl für Hadith-Studien an der Schule von Amīr Sarghitmisch berufen, doch befriedigte ihn diese Position offensichtlich nicht dauerhaft, denn schon 1480 begab er sich wieder in den Hedschas, um dort die nächsten drei Jahre zu verbringen. 1487 verlegte er sein Lebenszentrum dauerhaft in den Hedschas. Seine beruflichen Enttäuschungen in Ägypten, Unzufriedenheit mit der politischen Situation in seinem Heimatland sowie seine Freundschaft zu bedeutenden Gelehrten in Mekka, insbesondere zu Nadschm ad-Dīn Ibn Fahd al-Makkī, scheinen die wichtigsten Gründe für diesen Schritt gewesen zu sein. Zwar kam er 1489 noch einmal für ein Jahr zu Besuch nach Kairo, doch blieb er den Rest seines Lebens im Hedschas. Im August 1496 siedelte er von Mekka nach Medina über. Dort verstarb er im Mai 1497 und wurde auf dem Friedhof Baqīʿ al-Gharqad begraben.

## Werke
In seiner Autobiographie, die er kurz vor seinem Tode verfasste, erwähnt as-Sachāwī insgesamt 199 von ihm abgefasste Werke. Besondere Erwähnung verdienen die folgende Werke:
- aḍ-Ḍauʾ al-lāmiʿ fī aʿyān al-qarn at-tāsiʿ, ein umfassendes biographisches Lexikon von Männern und Frauen des 9. Jahrhunderts der Hidschra, das in etwa dem 15. Jahrhundert der christlichen Zeitrechnung entspricht. Das Werk wurde 1934–1936 in zwölf Bänden herausgegeben. Wegen der Verächtlichmachung und gehässigen Behandlung der Zeitgenossen wurde es später von asch-Schaukānī (gest. 1834) scharf verurteilt.[7] Asch-Schaukānī meint, dass as-Sachāwī darin nur diejenigen gepriesen habe, die seine Scheiche oder seine Schüler waren, die vor ihm am Anfang des Jahrhunderts gestorben waren oder aus einer anderen Stadt waren, oder von denen er Gutes erhoffte oder Böses fürchtete.[8]
- al-Iʿlān bi-taubīḫ li-man ḏamma ahl at-taʾrīḫ, eine Verteidigung der Geschichtsschreibung gegen Anwürfe ihrer Kritiker. Das Werk wurde von Franz Rosenthal ins Englische übersetzt.
- Waǧīh al-kalām ḏail Duwal al-Islām, Fortsetzung des Geschichtswerks von adh-Dhahabī für die Jahre 1344–1493. Das Werk ist Gegenstand der Dissertation von A.A. Hasso.
- Kitāb at-Tibr al-masbūk fī ḏail as-sulūk, Chronik der Jahre 845 bis 857 der Hidschra (= 1441–1453 n. Chr.). Die moderne Edition von Labība Ibrāhīm Muṣṭafā, Naǧwā Muṣṭafā Kāmil (Kairo Maṭbaʿat Dār al-Kutub wa-'l-Waṯāʾiq, 2002–2007) umfasst vier Bände.[9]
- al-Qaul al-munbiʾ ʿan tarǧamat Ibn ʿArabī, eine Widerlegung der Ansichten des andalusischen Sufi Muhyī d-Dīn Ibn ʿArabī. Eine Handschrift des Werks befindet sich in der Staatsbibliothek Berlin Digitalisat.
- al-Ǧawāhir wa-d-durar tarǧamat šaiḫ al-islām Ibn Ḥaǧar, dreibändige Biographie seines Lehrers Ibn Hadschar al-ʿAsqalānī.
- Ruǧḥān al-kiffa fī bayān nubḏa min aḫbār ahl aṣ-ṣuffa. Sammlung von Traditionen über die Ahl as-Suffa auf der Grundlage von Abū Nuʿaims Ḥilyat al-Auliyāʾ. Das Werk wurde von Abū ʿUbaida Mašhūr Ibn-Ḥasan Āl-Salmān ediert (Dār as-Salaf, ar-Riyāḍ, 1995). PDF
- Iršād al-ġāwī, bal isʿād aṭ-ṭālib wa-r-rāwī li-l-iʿlām bi-tarǧamat as-Saḫāwī, seine Autobiographie. Eine Handschrift dieses Werkes befindet sich in der Universitätsbibliothek Leiden.
- al-Maqāṣid al-ḥasana fī bayān al-aḥādīṯ al-muštahara ʿalā l-alsina, alphabetisch angeordnete Sammlung populärer Traditionen, die zum größten Teil relativ kurze Sinnsprüche enthält. Bei vielen Traditionen handelt es sich um weisheitliches Spruchgut. Eine Edition des Werks von Muḥammad ʿUthmān al-Ḫišt erschien 1985 bei Dār al-Kitāb al-ʿArabī in Beirut (Digitalisat).